# Zora Dubljević
Zora Dubljević (Sarajevo, 7. kolovoza 1938.) bosanskohercegovačka je pjevačica.

## Životopis
Rođena je 7. kolovoza 1938.. godine u Sarajevu, gdje je završila osnovnu školu, Prvu gimnaziju i Pravni Fakultet Sveučilišta u Sarajevu. Sevdalinku je zavoljela od ranog djetinjstva, slušajući pjevanje Fatime Poriječanin ("Ja imadoh pet sinova k’o pet gorskih vila"), kao i pjesme drugih izvođača koje je pjevala. To joj je bio motiv i poticaj za vlastitu pjevačku karijeru.
U početku pjevala je u svim prilikama: na malim okupljanjima prijatelja i rodbine, na školskim zabavama, a kao srednjoškolka u Kulturnom društvu "Miljenko Cvitković", i kao učenica KUD-a "Slobodan Princip Seljo". Kroz članstvo u ovim udruženjima nastavila se pjevački obrazovati, te sve više unapređuje svoje glasovne sposobnosti i repertoar. U udruženju "Slobodan Princip Seljo" pjevali su i mnogi drugi kasniji vrhunski izvođači sevdalinki: Safet Isović, Jerlagić, Berberović, Himzo Polovina, Zehra Deović i drugi.
Godine 1958. prijavila se na audiciju na Radio Sarajevu i bila primljena. Njene pjesme i njen glas na radiju bili su prepoznatljivi, te je za kratko vrijeme postala miljenica publike, izuzetno popularna i tražena pjevačica tijekom 1960.-ih i 1970.-ih. 
Njena rastuća popularnost nije promakla odgovornima u zagrebačkom "Jugotonu", koji su joj ponudili snimanje albuma. Prva ploča nastala je u suradnji sa Ismetom Alajbegovićem Šerbom, koji je skladao glazbu za pjesmu "Oj mjeseče bekrijo", a tekst je napisao Nikola Škrba. 
Ova ploča prodana je za kratko vrijeme u rekordnom tiražu od preko 100.000 primjeraka i osigurala prvu zlatnu ploču u Bosni i Hercegovini. Pažljivo i istrajno prikupljala je izvorne narodne pjesme koje su činile osnovu njenog pjevačkog repertoara. Ovakav pristup muzici, uz njeno kvalitetno pjevanje tradicionalnih sevdalinki, bili su cijenjeni u to vrijeme na prostorima bivše SFRJ.

## Diskografija
- Oj, mjeseče bekrijo (album EP, 1962)
- Pjesme iz Bosne (Zora Dubljević)|Pjesme iz Bosne Muzički singl|singl ploča, 1963)
- Ne ašikuj, Mujo (Zora Dubljević)|Ne ašikuj, Mujo (album EP, 1964)
- Prva ljubav (album EP, 1965)
- Šećer Mujo (album EP, 1967)
- Sjajna zvijezo, gdje si sinoć sjala (album EP, 1967)
- Utješi me sejo mila (album EP, 1968)
- Uvela je ljubav (singl ploča, 1970)
- Veni, moja ljubavi (singl ploča, 1970)
- Idi, idi od mene dragi (singl ploča, 1971)
- Prva ljubav (album, 1971)
- S drugom moram da te dijelim (singl ploča, 1972)
- Ti si pjesma srca moga (singl ploča, 1972)
- Moje pismo (singl ploča, 1975)
- Ja krijem da volim (singl ploča, 1978)
- Ti si mi sve (album, 1984)
- Folk zvijezda zauvijek (kompilacija, 2014)

## Vanjske poveznice
- Zora Dubljević